# 5088 Tancredi
5088 Tancredi este un asteroid din centura principală, descoperit pe 22 august 1979, de Claes Lagerkvist.